# 2010 AB78
2010 AB78 هو كويكب، يقع ضمن كويكبات آمور. اكتشف في 12 يناير 2010. وقد اكتشفه مستكشف الأشعة تحت الحمراء عريض المجال.

## روابط خارجية
- 2010 AB78 في قاعدة بيانات مختبر الدفع النفاث لأجرام النظام الشمسي الصغيرة

- الاكتشاف · مخطط المدار ·  العناصر المدارية · المعلمات المادية

- 2010 AB78 على موقع ويكي سكاي: DSS2, SDSS, GALEX, IRAS, Hydrogen α, X-Ray, Astrophoto, Sky Map, Articles and images